# フィンランドの文化

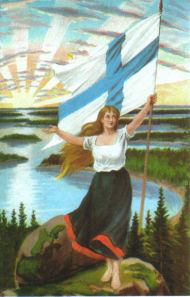
フィンランドを擬人化したフィンランドの乙女の図

フィンランドの文化（フィンランドのぶんか）ではフィンランドの文化について説明する。
フィンランドの文化はフィン・ウゴル語派のフィンランド語やサウナに代表される土着文化と、一般的な北欧やヨーロッパの文化の複合である。歴史と地政学的条件から、近世以降有力な隣国であったスウェーデン、ロシア等の影響のみならず、近隣地域のフィン系民族やバルト人、ドイツ人等の影響も受けている。フィンランド文化は相対的に厳しい環境の実情、伝統的生活と平等主義、伝統的に広範に見られる自給自足思想に基づいて築かれていると考えられる。
フィンランドでは地域ごとに違った文化が存在し、特にアクセントと語彙に小さな違いが見られる。サーミ人、スウェーデン語話者、ロマ、ユダヤ人、タタールなど少数者のいくらかは国から認められており、彼ら自身の文化的特徴を維持している。多くのフィンランド人は精神的に故郷やその自然に対する愛郷心で結びついており、大規模な都市化は相対的に近年の現象である。

## 歴史的様相

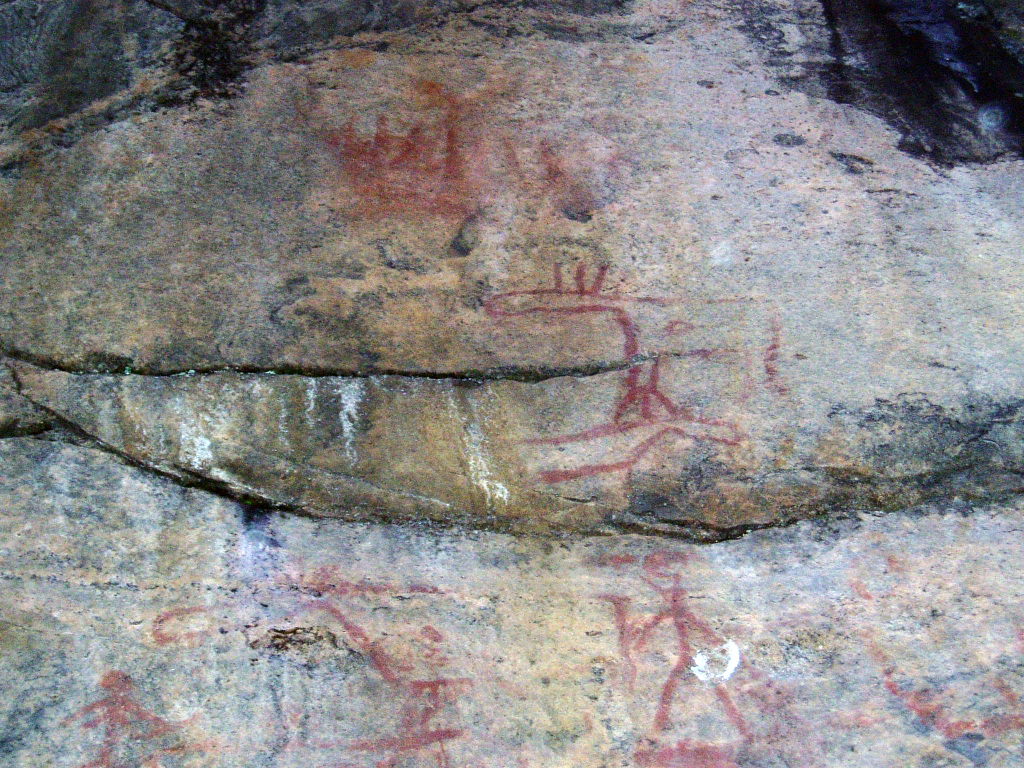
フィンランドの有史以前の壁画

グレートブリテン島から北欧、モスクワまでの広範囲を覆っていたスカンジナビア氷床が後退したことに続いて、紀元前8000年ごろ、おそらく主に南方や東方から来た人類が現在のフィンランドに到着し始めたとされる。だが、近年の考古学的発見はノルウェー海岸に見られる最も古い物と同等に古いフィンランド北方の北西コムサ文化(en)の存在を明らかにしている。
フィンランドの領域は紀元前5000年までは北西ヨーロッパのクンダ文化(en)に、紀元前4200年ごろから紀元前2000年ごろにかけては櫛目文土器文化に属していた。フィンランド南西海岸のキウカイネン文化は1200年前からみられる。
1100年ごろから1200年ごろスウェーデン王権はフィンランドの編入を始めた。しかしながら、ノヴゴロドもまたフィンランドの支配権を得ようとしていた。このためスウェーデンとノヴゴロドの間で幾度も戦争が行われ、この構造は1400年にノヴゴロドがモスクワに、1700年にモスクワがロシアに変わっても続いた。1721年ニスタット条約が調印されスウェーデンのバルト地方での優勢状態が終わりを迎え、1809年にはフィンランドはロシア帝国に併合された。1809年から1917年にかけて、フィンランドはロシア皇帝の大公国で、立憲君主制の状態にあった。ロシアとスウェーデンの間で戦闘が繰り返されたカレリアは、双方の文化の影響を受けたにもかかわらず、双方の力の震央から末端であったため、その多くが維持された。カレワラの詩歌は多くがカレリアとイングリアに起源を発する。
19世紀はヨーロッパからフィンランドに民族浪漫主義と民族国家主義をもたらした。フィンランドの民族国家主義もまた成長し、文化的個性とフィンランド人の祖地
ランド人になりたいのだ」という言葉はフィンランド人運動家の信条としてしばしば引用されるようになった。民族国家主義が高められた結果、ロシアからの独立を模索するようになったフィンランドは1917年12月6日、ロシアからの独立宣言を行い、これがフィンランド独立の日となった。しかしながら民族国家主義者もスウェーデン話者が異なった国の一員とは考えていなかった。事実、スウェーデン話者の家系から多くのフィンランド人運動家が生まれている。

## 人々

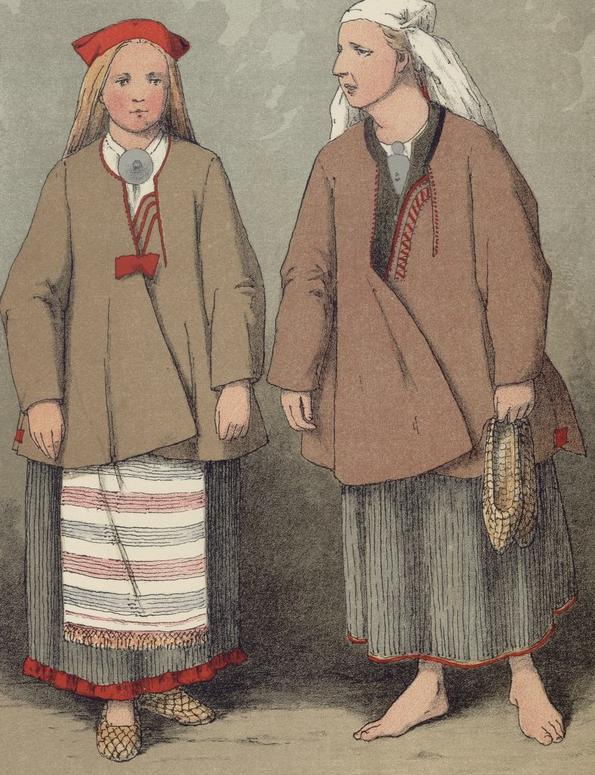
フィンランドの農村の女性、フィンランド東部、1882年頃

フィンランドの全人口の内、フィンランド語話者はフィン人と呼ばれ、スウェーデン語話者のフィン人も下位文化に含めることが可能である。フィン人は他のヨーロッパ人といくらか遺伝学的な差異がある。フィンランドの第一のY染色体ハプログループはNであり、Y染色体ハプログループIが次点を占める。フィンランド語は印欧語族ではなく、ウラル語族のフィン・ウゴル語派に属している。フィンランド語は伝統的に地域による方言で分けられるが、20世紀の都市化と国内移動によってこれらの差異はほんの小さなものになっている。
フィンランド社会は国民との誓約である福祉国家の理想を守るため、富の不均衡と社会階級の固定化を妨げることで平等と自由を促進している。自然享受権は古代からの思想を引き継いでいる。全ての市民は公私問わず、土地を農業活動やレジャーに利用できる。フィンランド人の価値観は自然に親和性があり、農業的ルーツは農村生活に深く埋め込まれている。フィンランド人は自己認識とは対照的に愛国主義的で、民族、家族に対する考え方も同じである。
宗教はペイガニズム、神話、呪術などから始まった。伝統は一部分は固有であるが、北欧ペイガニズムの影響を受けている。祈祷や熊崇拝は古代宗教の特有の痕跡である。しかしながら現代は20世紀の初期にこれらの伝統を終わらせた。キリスト教は12世紀にフィンランド文化に取り入れられ、現在では80.6%のフィンランド人がフィンランド福音ルター派教会に属し、1.1%はフィンランド正教会に属している。一般的にフィンランド人は彼らの視点からすれば世俗的である。
刷新の出現と共に、義務教育条例は大学教育を除く教育を公民権にしており、教育はほぼ全ての市民に利用されている。大学教育を受けるための費用は無料であるが、入学資格はテストの点数に厳密に基づいている。今日のフィンランド人の教育における信条は加速度的な技術世界の革新の中で、高度な教育を必要とするであろう未来の雇用を防衛することである。

### 少数派

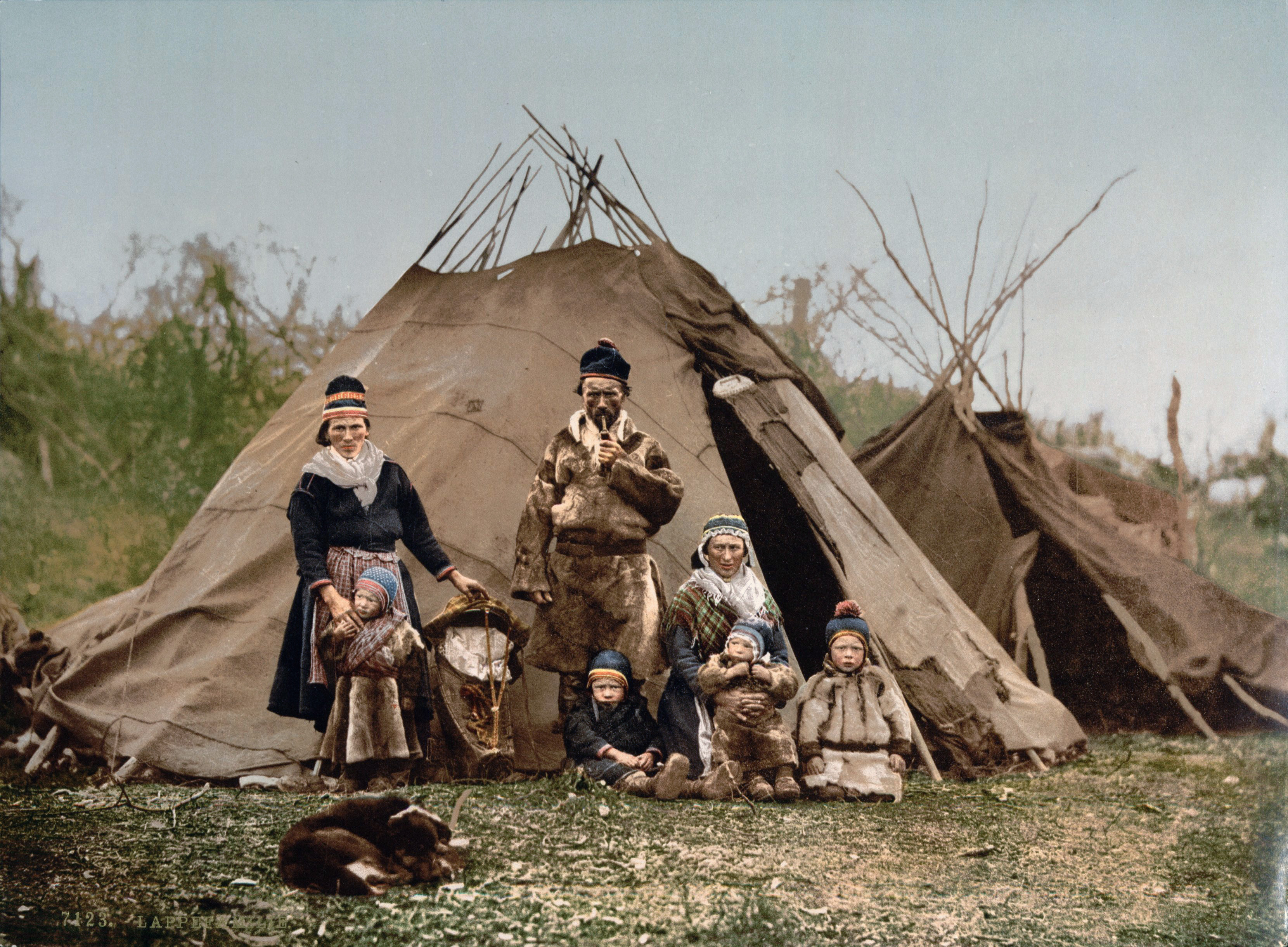
1900年ごろサーミ人家族

少数派はフィンランドの歴史の一部になっている。最大の少数派はスウェーデン語話者である。この文化集団は主流であるフィンランド語話者とは違う独特の伝統を持っているが、フィン人社会と同一の社会基盤で生活している。また、その起源も様々であり、スウェーデン語への転向と移民の両方が存在する。
ラップランド地域の北部にはサーミ人文化が存在する。1500人を超えるサーミ人はたいてい主に漁労や猟を行っており、生活の基礎となっており居住地が左右される遊牧生活と組み合わせている。サーミ人は伝統的に漁業、猟、遊牧を行っており、このためサーミ人は伝統的にフィンランド人とは違う独自の社会基盤を持っている。彼らのもともとの言語はフィンランド語ではなく、3種のサーミ語であった。この3種のうち一つが現在フィンランドで使われている。サーミ人は現代社会の到来によって多くが都会に住む状況になっており、フィンランド語話者とその主流社会に同化している。サーミ人全体の10%ほどがフィンランド北部に住み続けている。現在、サーミ人は元々の居住地であるラップランドでも全人口の5%ほどの少数派になっている。
他の遊牧集団にはフィンランド・ジプシーと呼ばれるロマ系の民族が存在し、北欧での呼び名であるカーレ(Kale)と呼ばれている。彼らは1600年代からフィンランドに存在していた。男性は数世紀にわたって馬商人であったが、第二次世界大戦後は馬のブリーダーや自動車や屑鉄の商取引に姿を変えた。女性は伝統的に占いや手芸に携わっていた。以前はジプシーはフィンランドにおける嫌がらせや差別の標的になっていた。このため常置のジプシー問題顧問委員会が1968年に立ち上げられ、1970年には刑法の追加を通して人種差別を違法化した。この法はレストランや、商店からのジプシー排除や警察や店主による非一般的な監視の対称にする行動といった露骨な行動を罰した。現在では生活水準を向上させるために5000人から6000人のフィンランドのジプシーに経済支援が提供されている。

## 家族構成
フィンランドの家族生活は大家族よりも核家族に近い。家族の多くは多くが一人か二人の子供を養育している。伝統的には、男性は賃金労働者で女性は家に残り子育てをするという家族環境だった。しかしながら第二次大戦以降、性別による役割分担は変化した。今日では男性と女性の双方が賃金労働に就いている。国による福祉の方針は基礎収入の恩恵を与え、寛容な子育て休暇を許している。フィンランドの親には部分休暇と全休暇のオプションに対する権利を持っている。多くの母親は一年程度のより長い休暇を取る。フィンランドの既婚者のうち、離婚率は50％である。同棲も一般的である。
20歳前後の若者は独立と実家からの移動を求めて、一般的にはユースホステルやアパートなどへ引っ越しを行う。男性は徴兵のためより長く実家にとどまるが、女性は高等な教育を目指して男性に比べより早く実家から離れる傾向がある。これらによって核家族化は進んでいる。

## 祭礼と伝統行事

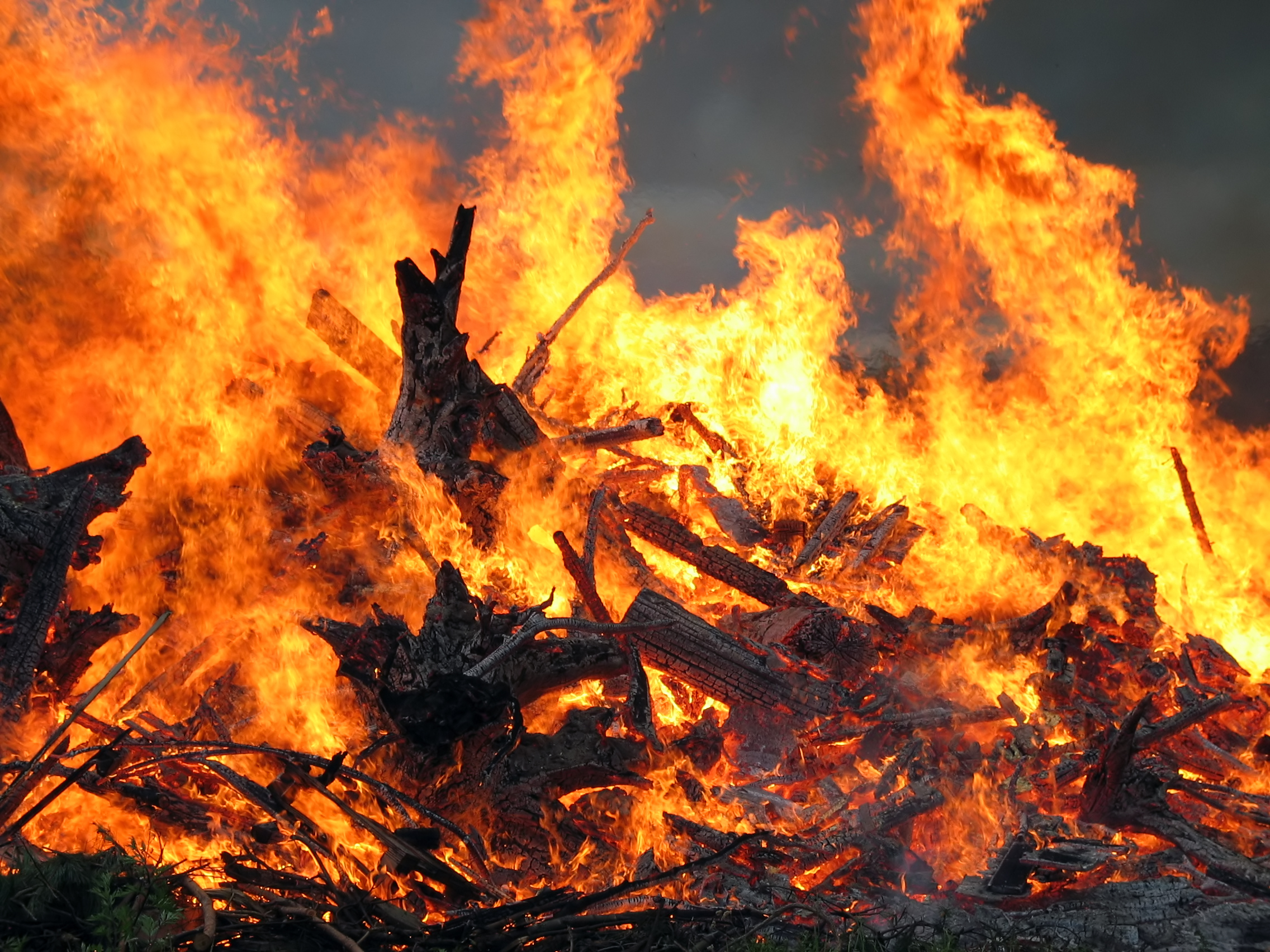
ユハンヌスの焚火

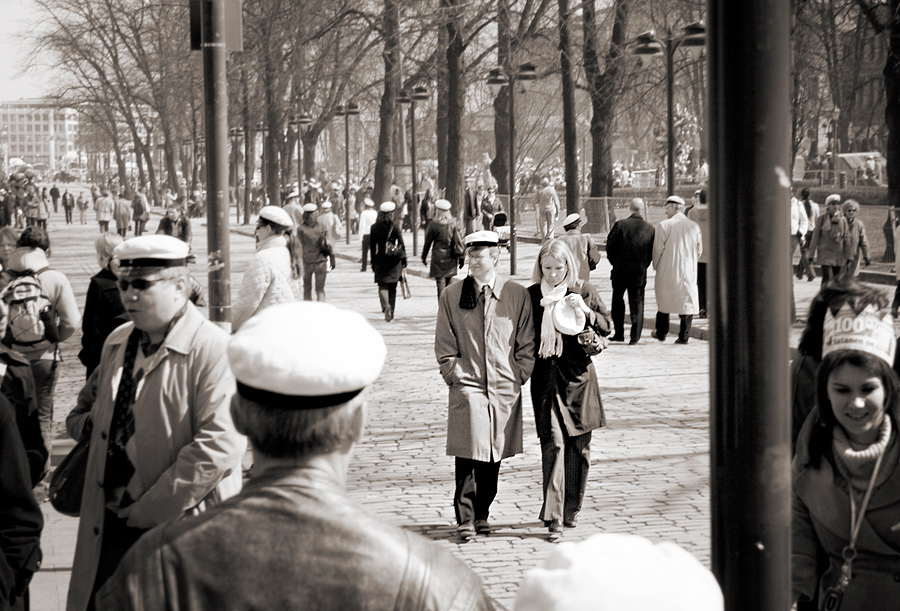
ヴァルプルギス、学生帽をかぶった人々

フィンランドの休日は西欧キリスト教国の行事やプロテスタントの伝統によく似ている。休日と伝統は1000年来の古いキリスト教の風采とフィンランドの伝統的な習俗の痕跡が混合している。
特徴的な行事はユハンヌス（Juhannus、夏至祭）である。夏になるとフィンランド人の多くが湖水地方の湖畔に立てられたコテージに移り住む。地域によっては、夏至点の深夜に焚き火を行って祝われる。オーランドではスウェーデン発祥のメイポールの周りを踊る伝統が見られる。祭りでの夏至の伝統に対する魔法と神話の解釈には、様々な解釈が存在する。
フィンランドのクリスマスはヨウル（Joulu）と呼ばれており、クリスマスツリーとアドベントカレンダーが伝統になっている。休日は12月23日から始まり、贈り物はクリスマスイブにヨウルプッキ（サンタクロース）からもたらされるとされる。サウナのあとクリスマスのみの伝統的食事が食べられる。クリスマスは「静謐の日」が保たれ、26日のステファノの日（tapaninpäivä）で休日が終わる。
イースターは習俗とキリスト教が混合されている。聖枝祭と聖土曜日のどちらも、子供が魔女(noita)のように着飾り、水仙で飾られた柳の枝をお菓子と交換するために各家庭をドアからドアへと訪ねる。イースターの焚き火は習俗であり、魔女を入り江にとどめることを意味している。
ヴァルプルギスの夜(Vappu)やメーデーは休日になっており、白夜や昼間時間が短いなど厳しい冬を耐えた後に春を強く迎えるフィンランド人の行事である。これはパレードとパーティーがマルディグラなどと比較できる。この行事では伝統的にヴァルプルギスの夜の前夜から在学生と卒業生が卒業帽をかぶることになっており、これが始まりの合図になる。フィンランド独立記念日は12月6日であり、公休日となっている。
夏には大規模なサマーフェスティバルが行われ、大規模な音楽祭も開かれる。
11月1日は祝日ではないが、全国民の課税所得が公開されるため朝から国税庁舎に多くの人が集まることから「全国ジェラシーデー（National Jealousy Day）」と呼ばれ、祭りのような騒ぎになっている。

## 祝日
フィンランドの祝日はすべて議会によって制定された。祝日はキリスト教休暇と世俗由来の休暇に分けることができ、いくつかのキリスト教休暇は多神教由来の休暇が置き換えられたものである。キリスト教休暇の主なものにはクリスマス、公現祭、復活祭、昇天日、五旬節、諸聖人日がある。世俗休暇は元日、メーデー、夏至、独立記念日がある。クリスマスは一番大規模な祝日である。通常最少でも12月23日から12月26日にかけてが休みとなる。
加えて日曜日が公式な休日である。しかしこれらは祝日に比べると重要さは薄い。日曜日の名前は礼拝日程に由来し、それらはキリスト教由来の休日に当てはめることができる。一週間の労働時間は政府によって40時間に制限されている。この制限以降、土曜日は公式ではないが事実上の休日を意味している。ペンテコストとイースターは日曜日に行われるが祝日の一部になっている。小売店は5月から8月の夏の時期と、11月と12月のクリスマス前を除いて、日曜日の商売を法によって禁止されている。400平米よりも小さい店舗は通年公的休日や日曜日も商売が許されている。

## サウナ文化

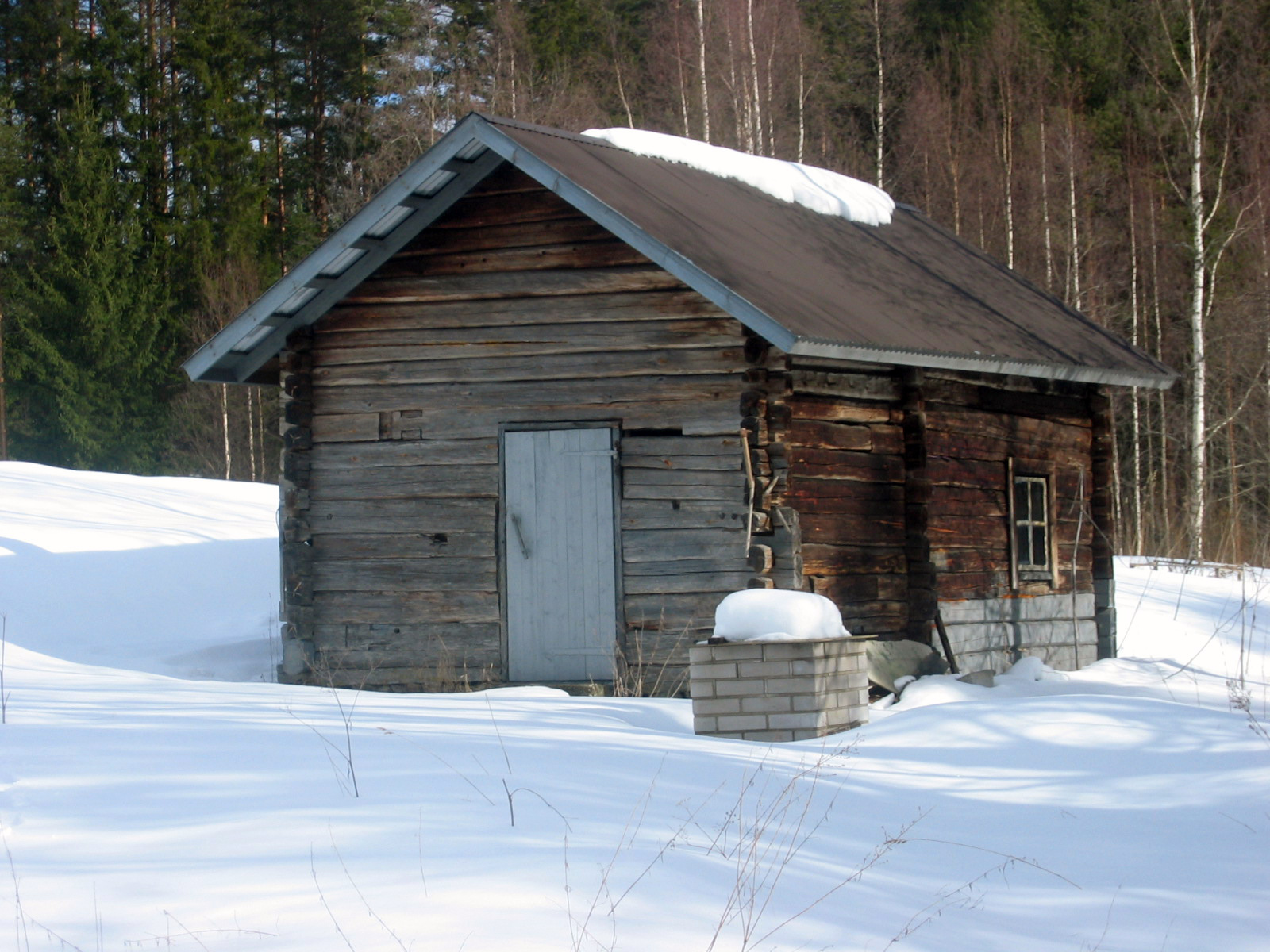
湿式サウナ

サウナはフィンランドで広く習慣とされている蒸し風呂である。バルト・フィン諸語やサーミ語の源流になる古フィンランド語でのサウナの語源は7000年前にさかのぼることができる。サウナは入浴目的で行われ、湿式、乾式を問わず、熱が肌の毛穴や汗腺を開かせ、徹底的に体をきれいにする。杉やカバの枝で体をたたくことで血液循環を促進させる。サウナは筋肉の痛みや炎症を鎮静させる。フィンランド人は昔から強い肉体労働による疲労からの回復にしばしばサウナを使っている。サウナ文化は言語能力を鎮静し、精神を落ち着け思考を整えると言われていた。しかし、実際にはこれらに対する特別な効能を持っているわけではなく、サウナに対する精神的な理由と考えられる。
サウナは部分的に地面に埋まった小さなログハウスのような構造になっている。「湿式サウナ」は工業化以前には風呂以外にも出産用の無菌環境を作ることや食肉の保存にも使われた。しかし、過去には継続的に暖められていたサウナであるが、現代では清潔に素早く熱く暖めることができるようになり、このような現代技術の恩恵によって風呂以外の利用の伝統は衰退した。フィンランドのサウナ温度は60度から100度に設定されており、少量の水を熱せられた岩の上に流し、これによって蒸気を得る。これが熱の感覚を生みだす。蒸気をほとんど使わない「乾式サウナ」をより好むフィンランド人も存在する。
伝統的サウナの作法にはサウナの中にいる時間以外にも、多少体を冷やす時間を含む。体を冷やすために湖で泳ぎ、さらにサウナに入って汗をかくことなどもある。よく似た蒸気風呂はヨーロッパの他所でも伝統として存在したが多くは消滅し、サウナはスウェーデン、ロシア、エストニアの一部で生き残った以外はフィンランドで最も保たれた。現在ではほとんどすべてのフィンランドの家屋にはサウナが設けてあり、一つならず存在する家もある。また、マンションやアパートなどの共同住宅にも存在しており、時間交代制になっている。公的サウナは以前一般的であったが、サウナが個人の家、市民水泳場、ホテル、会社の本部、ジムなどあらゆる場所に建てられるようになり、公的サウナの伝統は衰退している。

## 文学

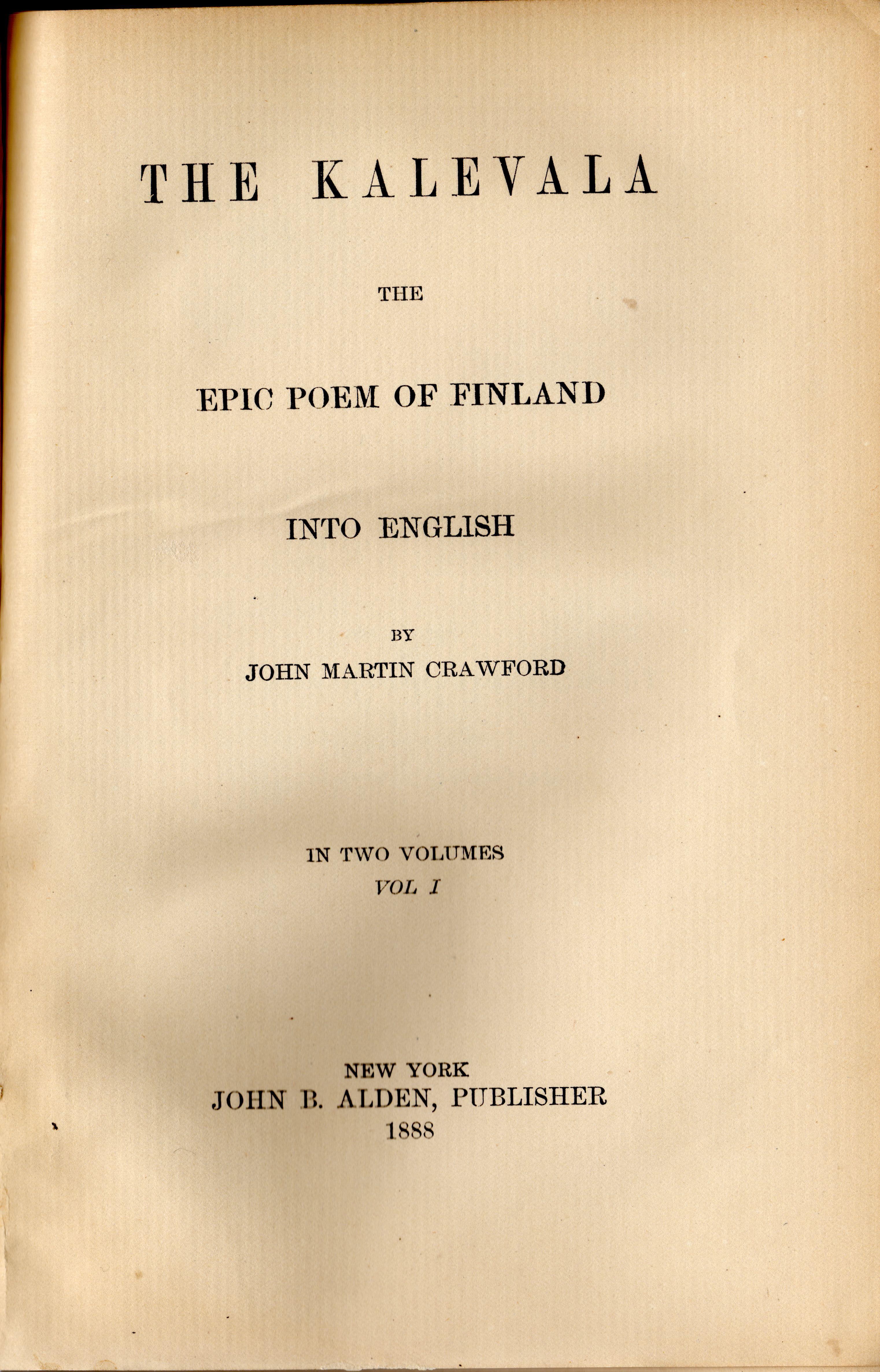
カレワラ

フィンランド語の書き言葉は16世紀にプロテスタント改革によってミカエル・アグリコラが新約聖書をフィンランド語に翻訳した時には存在した。19世紀までにはいくつかの有名な文学作品が書かれ、これらにはフィンランドの国家ロマン運動の始まりを見ることができる。文学界の国家ロマン運動はエリアス・リョンロートがフィンランドとカレリアの伝承詩を集めて整理し、フィンランドの国民叙事詩であるカレワラとして発行することを促した。この時代にはアレクシス・キヴィ(en)や、エイノ・レイノ(en)など有名なフィンランド人の詩人や小説家の作品が見られる。
フィンランド独立以降、彼らは現代文学家になった。もっとも有名なのはミカ・ワルタリである。フランス・エーミル・シランペーは1939年のノーベル文学賞を受賞し、これはフィンランドの著者で唯一の受賞となっている。第二次世界大戦の情勢は国際的な見方からより国家的な関心事に戻ることを促し、ヴァイノ・リンナ(en)に特徴づけられた。
戦後の現代フィンランドの文学は、探偵物が特に人気がある。フィンランドのスリラー作家、イルッカ・レメス(en)は非常に人気がある。日本ではトーベ・ヤンソンのムーミンが非常に有名である。

## 美術
フィンランドは手工芸や工業デザインに大きな貢献を果たしている。20世紀のフィンランドで最も知られた彫刻家はヴァイノ・アールトネン(en)で、モニュメントの胸像や彫像の作成で知られている。フィンランド人の建築学者は世界的に有名である。20世紀フィンランドの国際的に著名な建築者にエリエル・サーリネンと彼の息子であるエーロ・サーリネンがあげられる。エリエル・サーリネンはヘルシンキ中央駅のデザイナーで、そのほかにも多くの好的建築物に関わっている。アルヴァ・アールトは、フィンランドの建築に合理主義を持ち込んだ。彼は家具作りやガラス製品で有名である。

## 音楽

### 伝統音楽、民族音楽
多くのフィンランド音楽は伝統的なカレワラに表されるようなカレリア音楽の旋律や歌詞に影響を受けている。カレリア文化はドイツ文化の影響が少なく、フィンランドの神話と信仰の最も純粋な表現が認められ。音楽的なフィンランドの位置は西洋と東洋の間である。近年のルーツ再発見の運動の影響でフィンランドの民族音楽はポピュラー音楽の一部に取り入れられており、女性トリオ・グループのヴァルッティナやアコーディオン奏者のキンモ・ポホヨイネンといったアーティストもヨーロッパでは人気を得ている。

#### サーミ音楽
フィンランド、スウェーデン、ノルウェーの北部のサーミの人々にはヨイク(en)と呼ばれる霊的な歌唱が知られている。lavluやvuelieをヨイクと呼ぶこともあるが、それは誤用である。

### クラシック音楽とオペラ

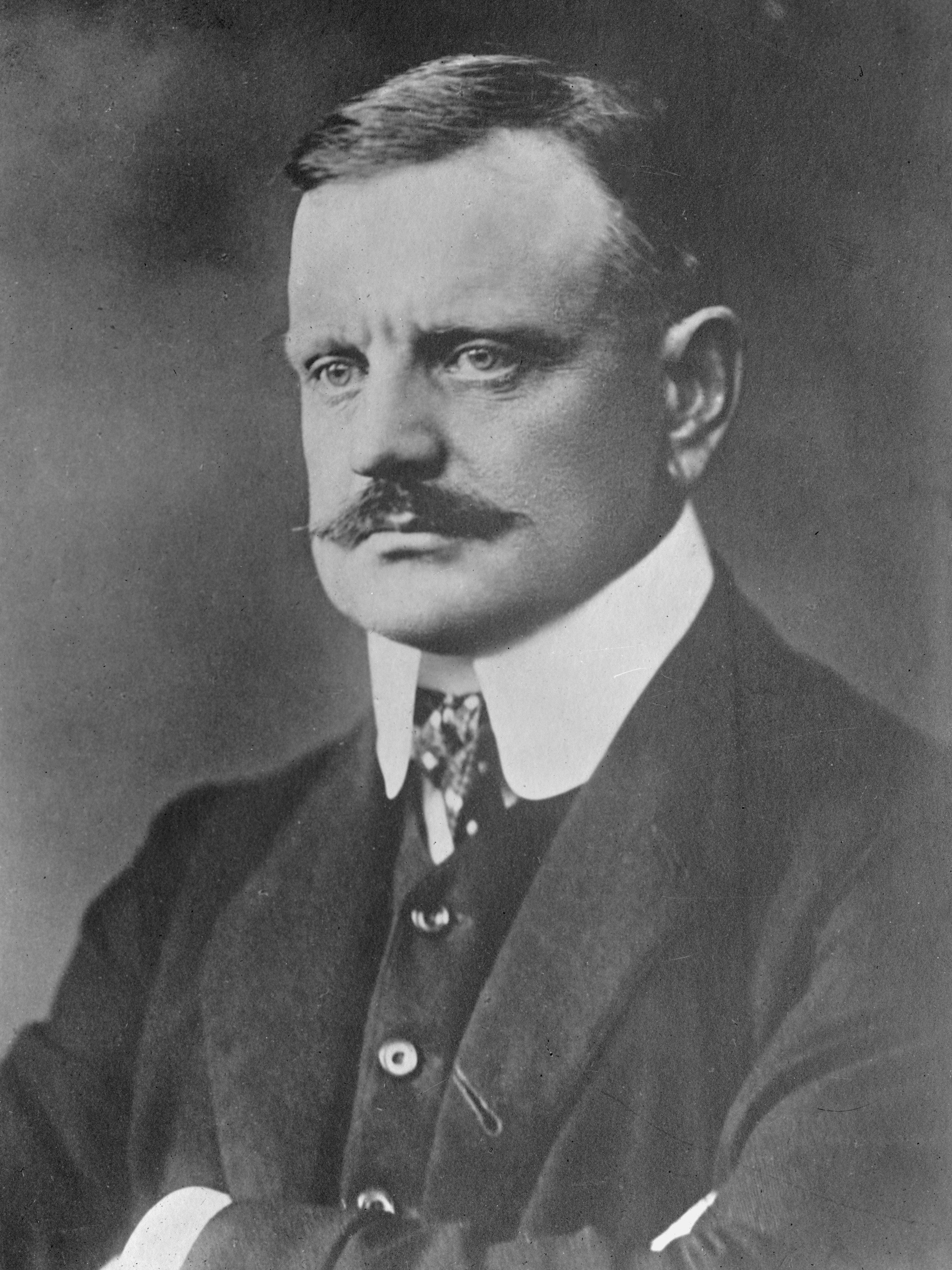
フィンランド人作曲家のジャン・シベリウスはクラシック音楽の歴史を象徴する。

最初のオペラはドイツ人作曲家フレドリク・パーシウス(en)によって1852年に作られた。パーシウスはフィンランド国歌となっている我等の地のメロディを作曲したことでも知られる。1890年代、民族ロマン主義活動の結果カレワラが広く知られるようになり、ジャン・シベリウスはカレワラを礎にした合唱交響曲クレルヴォを作曲した。その後1899年には彼は交響詩「フィンランディア」を作曲し、この曲はフィンランドの独立成就に重要な役割を果たした。この曲の中間部に現れる非常に有名なメロディには詩人であるヴェイッコ・アンテロ・コスケンニエミによって歌詞が付けられ、今日「フィンランディア賛歌」と呼ばれ第二の国歌として深く親しまれている。また賛美歌「やすかれわがこころよ」としてもうたわれている。
シベリウス以後にもアーッレ・メリカント（1893-1958）、レーヴィ・マデトヤ（1887-1947）が現れ、国際的評価を得た。その後も、カイヤ・サーリアホやマグヌス・リンドベルイ、カレヴィ・アホなどの作曲家が世界的な評価を得ており、オペラ作品もエイノユハニ・ラウタヴァーラ、ヨーナス・コッコネン、アウリス・サッリネンなどの逸材が制作、上演に積極的である。
著名な指揮者としてはサカリ・オラモ、ミッコ・フランク、エサ＝ペッカ・サロネン、オスモ・ヴァンスカ、ユッカ＝ペッカ・サラステ、スザンナ・マルッキ(en)、レイフ・セーゲルスタム、オッコ・カム等がいる。
著名な歌手にはカリタ・マッティラ(en)、ソイレ・イソコスキ(en)、カリ・クリーック(en)、ペッカ・クーシスト(en)、レカ・シルヴァイ(en)、リンダ・ブラーヴァ(en)、マッティ・サルミネン、ヨルマ・ヒュンニネン、モニカ・グロープ、カリタ・マッティラ等。
楽器奏者には、ピアニストのオッリ・ムストネン、バイオリンのクーシスト兄弟などの名を挙げることができる。
また毎年夏に開催されるサヴォンリンナ・オペラ・フェスティバルは湖上の城で開催されるフィンランド夏の風物詩である。また、フィンランド国立オペラなども世界的評価を得て国内外での活動が活発である。野外コンサートや教会での演奏会が盛んでクフモ室内楽音楽祭、ナーンタリ、トゥルクの各音楽祭などでは、地元の教会や自然に囲まれた場所での演奏が行われている。

### ポップ
現代フィンランドのポップはヘヴィメタルで非常に有名であるほか、ボムファンクMC's(en)とダルードのように、他の北欧諸国と共有されたいくつかの著名なロックバンド、ジャズミュージシャン、ヒップホップパフォーマンス、ダンスミュージックなどが存在する。フィンランド人とイスラエル人の血をひくプロデューサーのジョナサン・ルーベン・ロテム(en)はヒット曲でよく知られており、アメリカでも有名である。Sähkö Recordingsのレコードレーベルのようなフィンランドの電子音楽はひそかに賞賛されながら楽しまれている。軽い大衆音楽を表すにはイスケルマという伝統的なフィンランドの言葉がある。
フィンランドの大衆音楽には多数のダンス音楽が含まれる。特にアルゼンチン音楽であるタンゴは人気がある。最も精力的な作者はトイヴォ・カルキ(en)が知られており、歌手ではオラヴィ・ヴィルタ(en)が最も有名である。作詞家ではサウヴォ・プフティラ(fi:Sauvo Puhtila)、レイノ・ヘリスマー(en)、ヴェイッコ・サルミ(en)などが有名な作者として知られる。作曲家でバンドリーダーのジミ・テナー(en)は印象的なレトロ・ファンクミュージックで知られている。
1996年からは、エア・ギターの世界選手権がオウル・ミュージック・ビデオ・フェスティバルの一環としてオウルで開催されている。

#### ダンスミュージック
著名なフィンランドのダンス、エレキミュージックの音楽家にヨリ・フルッコネン(en)、ダルード、JS16(en)、DJ Proteus(en)、DJ Orkidea(en)等がいる。

#### ロックとヘヴィメタル

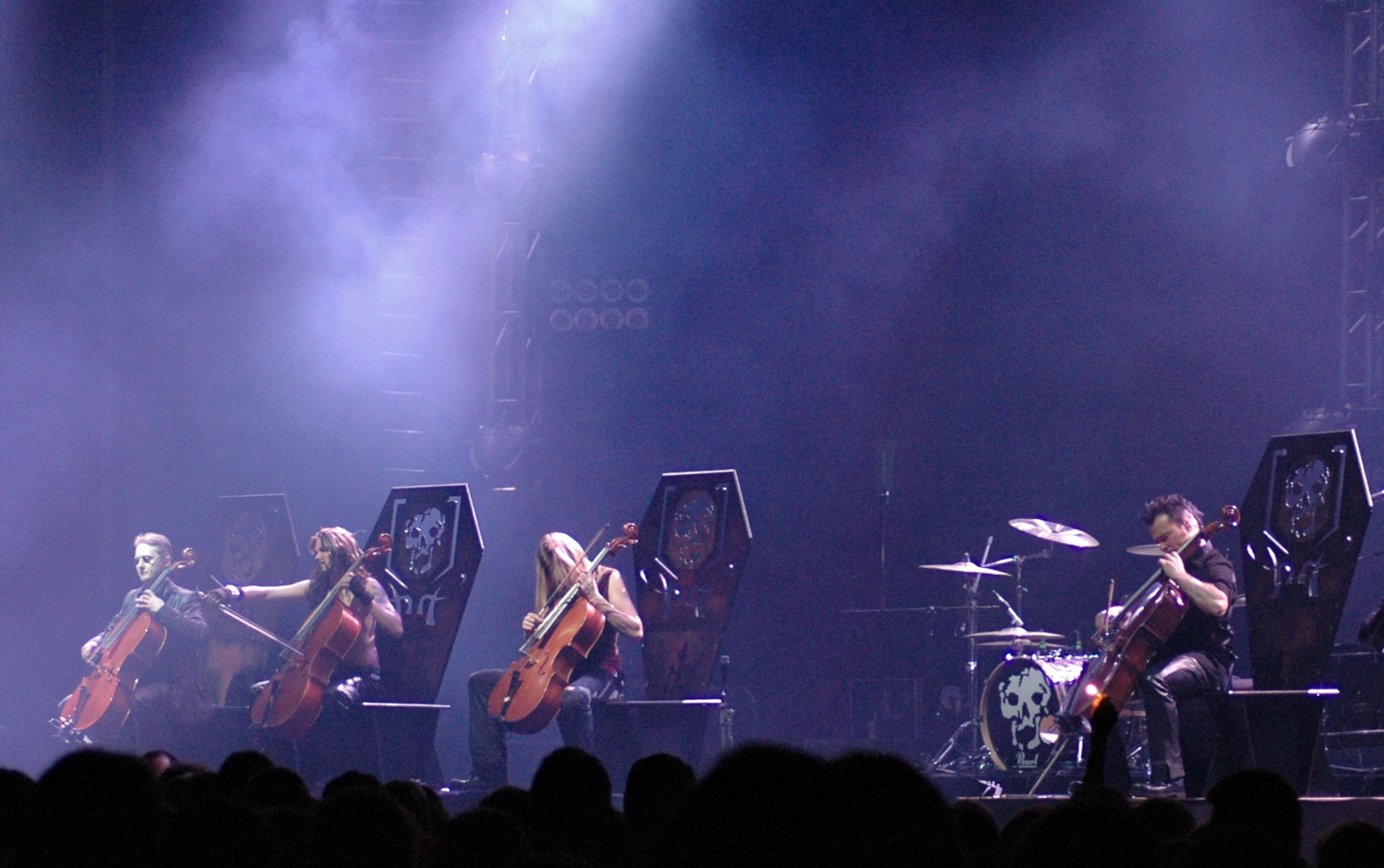
アポカリプティカのライブ

フィンランドにおいて、ロックやヘヴィメタルは非常に大きな人気を得ると同時にレベルも高く、フィニッシュ・ロック Finnish rockや北欧メタルとして国際的な評価は高い。このようにメタル音楽が発展した背景の一部には、公的補助の存在もあると考えられる。いくつかの基金があって、フィンランドでは音楽に対する援助というのはとても手厚い、と証言するミュージシャンもいる。
フィンランドのロックミュージックシーンは1960年ごろ現れ始め、ブルース・セクションやキルカ(en)などの音楽家が先駆者となった。1970年代のフィンランド人のロック音楽家は自ら音楽を作るのではなく国際的なヒット作品をフィンランドに翻訳することを始めた。この10年の間、タサヴァッラン・プレシデンッティ(en)、ウィグワムなどいくつかのプログレッシブ・ロックのグループは海外で尊敬を手に入れたが、しかし海外で商業的なブレイクスルーを作り出すことには失敗した。これはロックンロールグループのフーリガンズ(en)も同じあった。フィンランドのパンク音楽の舞台は1980年代にテルヴェート・カデット(en)を含むいくつかの国際的に尊敬されたグループを生み出した。ハノイ・ロックスは1980年代にグラムロックの先駆者となり、これは多くのフィンランドのグループと比べて大衆音楽の歴史に深い跡を残し、ガンズ・アンド・ローゼズのようなグループへの影響を与えた。
1990年代のフィンランドのロックとメタル音楽は、The 69 Eyes(en)、アモルフィス、チルドレン・オブ・ボドム、エンシフェルム、ノーサー、ウィンターサン、HIM、インペイルド・ナザリーン、ローディ、ネガティヴ、ナイトウィッシュ、ザ・ラスマス、センテンスト、ソナタ・アークティカ、ストラトヴァリウス、コルピクラーニなどのグループが国際的な名声をつかみ始めた。1990年代後半にはチェロメタルグループのアポカリプティカがチェロカルテットとしてメタリカのカヴァーを演奏し、世界で50万枚を売り上げた。いくらかのフィンランド国内で最も人気のロックグループはCMX(en)やエップ・ノルマーリ(en)である。フォークメタルも普及しておりチュリサス、フィントロールなどが有名。
2000年代に入るとフィンランドのロックバンドは世界的に売り上げが上がるようになり始めた。ザ・ラスマスはヨーロッパや南アメリカなどに浸透した。彼らの2003年のアルバム『デッド・レターズ』は世界で150万枚を売り上げ、8つのゴールドアルバムと5つのプラチナアルバムの称号を手に入れた。しかし、アメリカで最も成功したバンドはHIMである。彼らはフィンランドからアメリカにわたり、アルバムがRIAAによってゴールドに認定された最初のバンドであった。最近ではフィンランドのハードロック、ヘビーメタルのLordiはユーロビジョン・ソング・コンテスト2006に292ポイントの新記録で勝利し、フィンランドで最初の勝利をつかんだ。The 69 EyesやReflexion(en)は海外で熱狂的な人気がある。
トゥスカ・オープンエア・メタル・フェスティバル(en)は世界でも最大級のヘビーメタルのフェスティバルであり、毎年ヘルシンキのカイサニエミで行われている。そのほかではルイスロック(en)やプロビンッシロック(en)などのロックフェスティバルが有名である。

## 映画
フィンランドはアキ・カウリスマキ、ティモ・コイヴサロ(en)、クラウス・ハロ(en)等のように有名な監督がおり、成長する映画産業を持っている。ハリウッドの映画監督レニー・ハーリンはフィンランドの生まれである。

## メディアとマスコミ

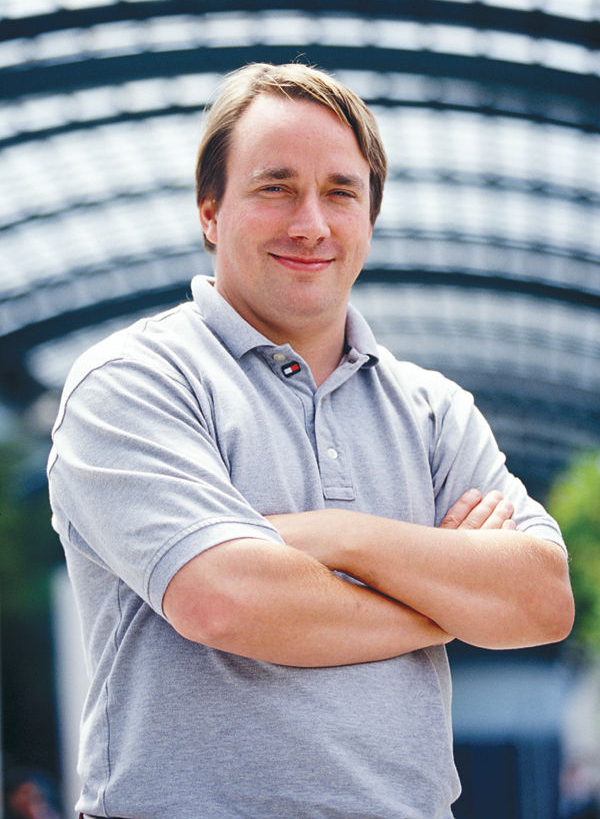
Linuxの開発者、リーナス・トーバルズ

フィンランドは発展度の高い情報社会を持つ国の一つである。200以上の新聞が存在し、320の一般誌があり、2100の専門誌がある。67の商業ラジオ局が存在し、うち一つが全国規模で展開しており、5つの国家公営ラジオチャンネルが存在する。デジタルラジオは3チャンネルが存在する。民放2、公営2の4つのアナログテレビチャンネルが存在し、これらは2007年7月1日から民放3、公営5のデジタル放送に完全に切り替えられた。
一年に15-20本の長編映画が作られ、1万2千本の書籍が発行され、1200億円の販売記録がある。人口の79%はインターネットを使用している。
フィンランド人は他の北欧諸国の人々や日本人と同じく、世界で最も多くの時間を新聞を読むことに費やしている。フィンランドで最も読まれている新聞はヘルシンギン・サノマットであり、43万4千部が流通している。ヘルシンギン・サノマットを保有するメディアグループであるサノマ Oyj(en)社はタブロイド紙イルタ・サノマット(en)やビジネス紙タロウス・サノマット(en)も発行している。また、テレビチャンネルネロネン(en)も所有している。サノマ Oyj社の最大の株式保有者はアートス・エルッコとその家族である。他の主要出版社であるアルマ・メディア(en)は30以上の雑誌を発行しており、新聞紙アームレヘティ(en)、タブロイドイルタレヘティ(en)、商業志向のカウッパレヘティ(en)などを発行している。フィンランドは国境なき記者団発行の世界報道自由ランキングにおいて開始以来毎年1位を続けている。
フィンランド国営放送局YLEは独立した国家保有企業である。この会社は5つのチャンネルを所有しているほか、13のラジオチャンネルを持っており2言語で放送している。YLEは受信料と民間テレビ番組放送実施料金を資金源にしている。デジタルテレビへの移行が進行しており、アナログ放送は地上波としては2007年8月31日に終了し、ケーブルネットでも2008年2月に終了した。最も人気のテレビチャンネルはMTV3であり、最も人気のラジオチャンネルはNordic Broadcasting社のラジオノヴァ(en)である。
フィンランドの人々は技術と情報サービスになじんでいる。フィンランドにおける人口当たりの携帯電話加入者とインターネット通信加入者の数は世界でも非常に高い。通信運輸省によると、フィンランドの携帯電話の進出は1998年8月に人口の50%を超え、これは世界初であった。また1998年12月からは携帯電話加入者の数が固定電話の数を上回るようになった。2007年の6月の終わりには578万の携帯電話加入が存在し、人口の109%に上っている。
もう一つの急成長した情報分野はインターネットである。フィンランドは2007年7月概算でブロードバンドインターネット接続の契約数が152万件あり、人口の29%に上っている。フィンランド人はインターネットに接続しているだけではなく、インターネットのヘビーユーザーになっている。フィンランドのすべての学校、公立図書館などは長年インターネットに接続されている。世界でも平均通信速度が最も速く平均で40Mbps近くになっている。

## 食事

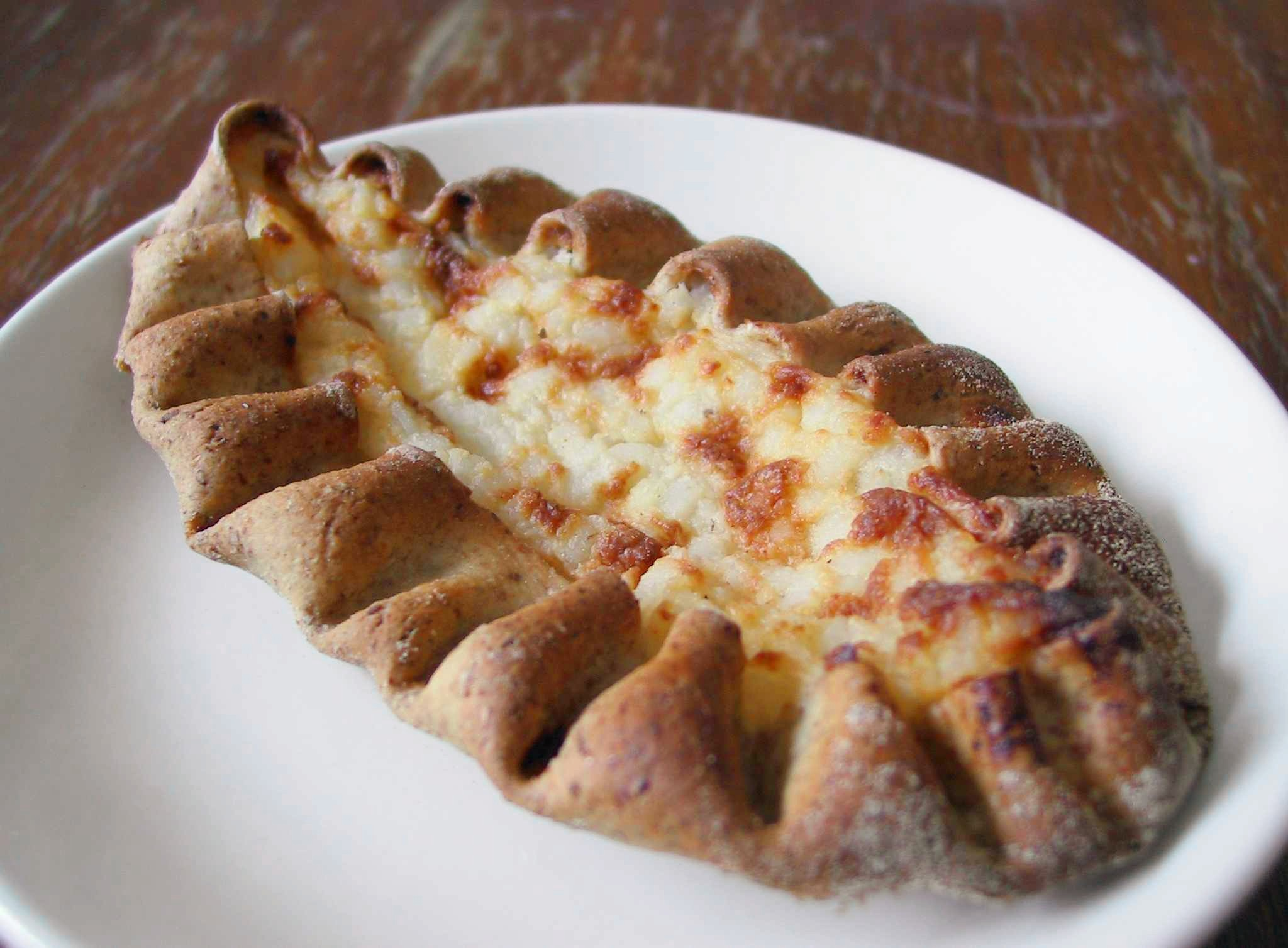
カレリアピーラッカ

伝統的なフィンランド料理はヨーロッパ、フェノスカンジア、西ロシアの要素の組み合わせである。テーブルマナーはヨーロッパ風である。料理方法はたいていシンプル、新鮮な食材を利用しており健康的であった。魚、肉、ベリー、瓜類は代表的な材料であるが、香辛料は歴史的に手に入れがたかったために一般的ではなかった。昔はフィンランドの食事は地域によって、特に東と西では違いがあってさまざまであった。海岸と湖畔の村では魚が主菜になり、一方東や北方では野菜と鳥獣の肉がもっと一般的で、ラップランドではトナカイが重要であった。料理法が単純であるために国際的な評価は高くなかった。
現在の典型的な朝食はオートミールかパンのような欧州風食品である。昼食はたいてい温かい食べ物を食べることになっており、職場の売店で提供されている。夕食は家庭で17時から18時に食べる。現代のフィンランドの食事は伝統の食事に当世の欧州風の高級料理が混ざっている。最近数十年は、世界の料理から影響され、フィンランド料理にも香辛料が取り入れられた。今日のフィンランド料理のレシピにとって、スパイスは重要な材料である。

## スポーツ
フィンランドでは様々なスポーツが行われている。フィンランド野球とも言われるペサパッロはフィンランドの国技である。また、報道があり、人気のスポーツとしてはF1、アイスホッケー、フットボールなどがある。アイスホッケーフィンランド代表は世界最高レベルである。以前は、スポーツにおいてフィンランドとスウェーデンはアイスホッケーを含む多くの競技でライバル関係にあった。アイスホッケー選手のテーム・セランネとヤリ・クリはどちらもNHLで500ゴールを超えた。サッカーもまた人気があるものの、サッカーフィンランド代表はFIFAワールドカップやUEFA欧州選手権の本大会に出場した経験はない。サッカー選手ではサミ・ヒーピアやヤリ・リトマネンが知られる。

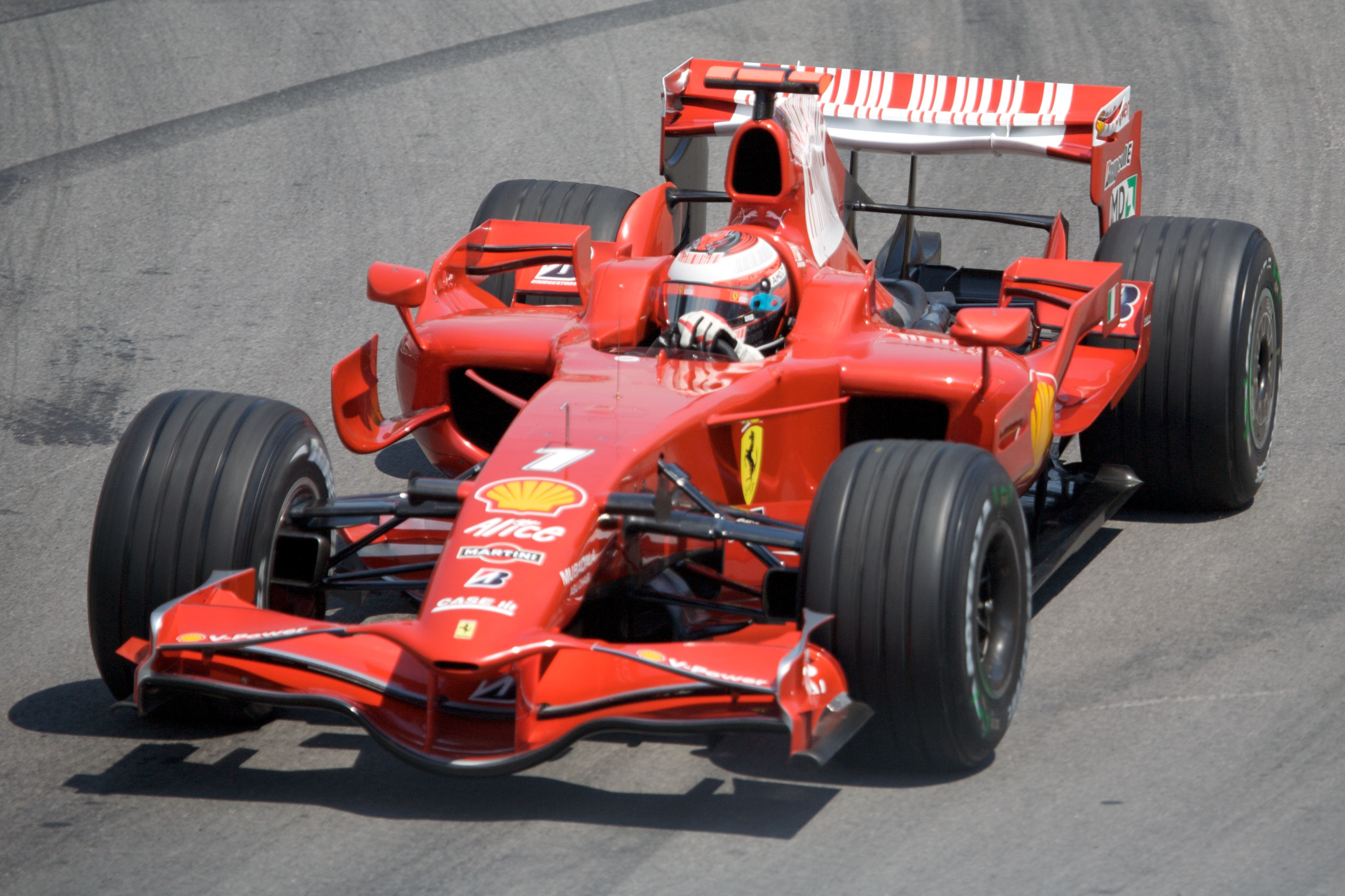
キミ・ライコネン、2008年カナダ

フィンランドは少ない人口にもかかわらず、数多くの優秀なドライバーを輩出する世界でも有数のモータースポーツ大国である。F1ワールドチャンピオンはケケ・ロズベルグ、ミカ・ハッキネン、キミ・ライコネンの3人。さらに上記3人とヘイキ・コバライネン、バルテリ・ボッタスの5人のフィンランド人F1ウィナーがいる。また、ケケ・ロズベルグの息子、ニコ・ロズベルグが2016年のワールドチャンピオンに輝いている。ただし、ニコ・ロズベルグは母親の母国であるドイツの国籍で参戦していた。その他のフィンランド人F1ドライバーとしてはレオ・キンヌネン、J.J.レート、ミカ・サロなどが有名である。ラリーでも非常に優秀な選手を輩出している。WRCではマーカス・グロンホルム、ユハ・カンクネン、ハンヌ・ミッコラ、トミ・マキネン、ティモ・サロネン、アリ・バタネンの6人がチャンピオンを獲得している。二輪のWGPではヤーノ・サーリネンが1972年に250ccクラスのワールドチャンピオンになっている。一方では、2021年現在フィンランド国内で開催されるモータースポーツのビッグイベントはラリー・フィンランドのみである。しかし、新たに建設されたキュミリングというサーキットを開催地としてMotoGPのフィンランドGPが復活することがドルナスポーツより発表されている（2019年に復活する予定であったが、サーキット建設の遅れと新型コロナ流行の影響により2021年現在未だ開催できていない）。
冬季スポーツではフィンランドはスキージャンプが最も成功している。フィンランドのジャンパー、マッチ・ニッカネンはほぼ間違いなくスキージャンプで最高の選手である。特に、彼は5回のオリンピックですべてメダルを取っており、そのうち4つが金メダル、ノルディックスキー世界選手権では9回栄冠に輝き、5回が金であった。現在ではヤンネ・アホネンが世界的に有名であるが、当時に比べると勢いは落ち着いている。アルペンスキーではカッレ・パランデルがよく知られており、世界選手権とクリスタルボールで優勝経験がある。また、タニヤ・ポウティアイネンははオリンピックで銀メダルを獲得しており、アルペンスキー・ワールドカップでも良い成績を残している。

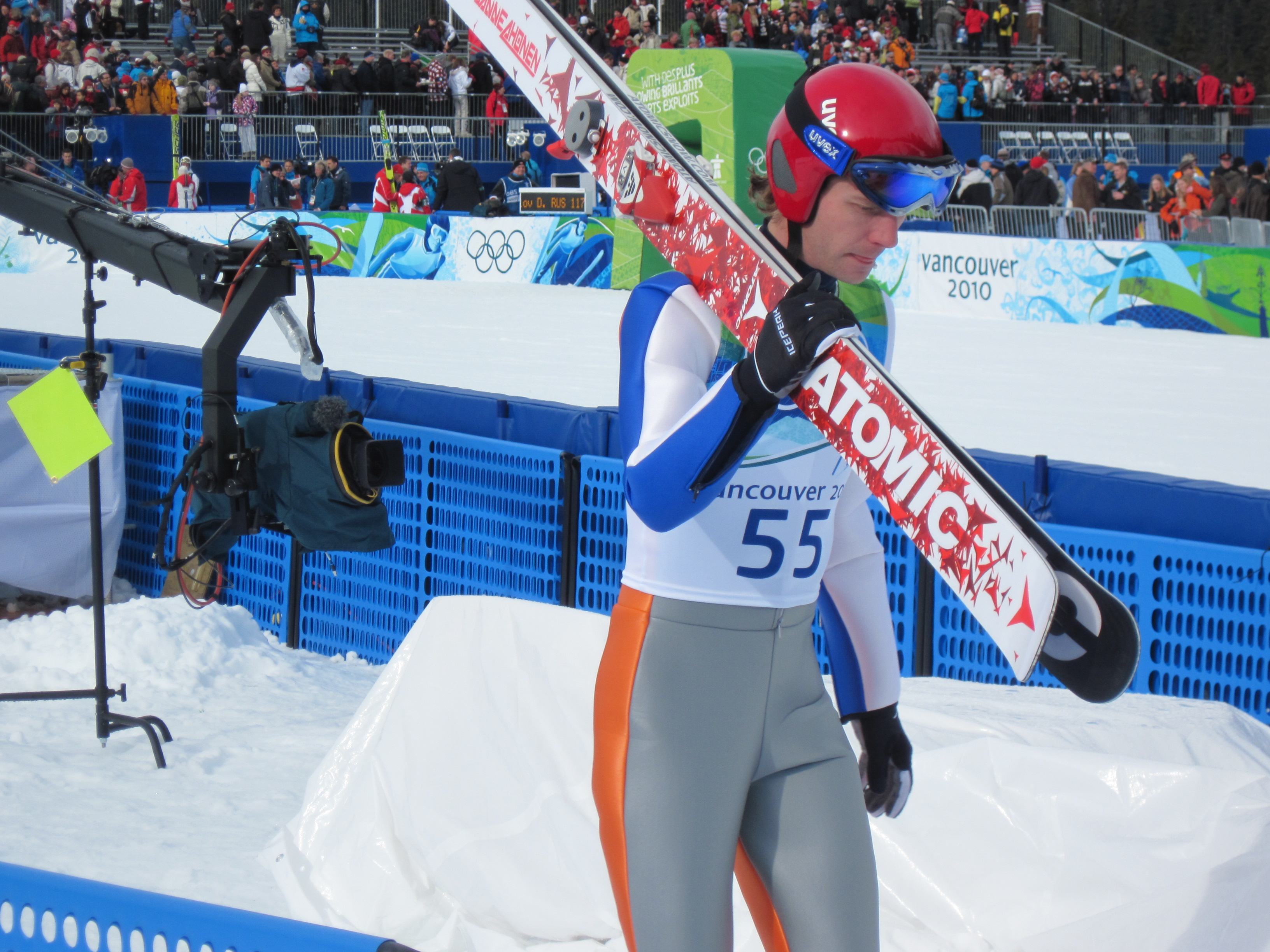
ヤンネ・アホネン、2010年バンクーバー

その他の特筆すべき選手ではハンネス・コーレマイネン、パーヴォ・ヌルミ、ビレ・リトラなどが知られている。彼等は1910年代から1920年代の陸上選手であるが、いずれもオリンピックで多くの金メダルを獲得している。彼等は世界レベルのフィンランド中長距離走選手の最初の世代と考えられており、彼等や、フィンランドの優秀なスポーツ選手たちは"フライング・フィン"と渾名される。1972年と1996年のオリンピックではラッセ・ビレンがそれぞれ2つずつ、計4つの金メダルを獲得している。
体力などの力を競うストロングマンコンテストではリク・キリ、ヨウコ・アホラ、ヤンネ・ヴィルタネンが国内で最も強く、1993年から2000年にかけてワールドストロンゲストマン選手権でフィンランドを勝利に導いている。
1952年夏季オリンピックとなったヘルシンキオリンピックはフィンランドの首都ヘルシンキで行われた。他の有名なスポーツイベントでは1983年と2005年に世界陸上選手権大会が行われている。
一般人に人気の高いスポーツはフロアボール、ノルディックウォーキング、ランニング、サイクリング、スキーなどである。

## フィンランドの特徴
下記にはアメリカなど外国人から見たフィンランドらしい特徴が表記されている。"フィンランドらしさ"(Finnishness)という言葉はしばしばフィンランド人とその文化を表すフィンランド国の特徴として言及される。
| 名前                       | フィンランド語      | 特徴 |
| -------------------------- | ------------------- | --- |
| フィンランドの乙女 (en)    | Suomi-neito         | フィンランド国家のシンボル                                                                                         |
| カレワラ                   | Kalevala            | フィンランドの国民詩、一般的にはフィンランド神話                                                                   |
| カンテレ                   | Kantele             | 伝統的弦楽器 |
| マンミ(en)                 | Mämmi               | イースターに食べる伝統食                                                                                           |
| カラクッコ(en)             | Kalakukko           | サヴォ地方の伝統食                                                                                                 |
| ムスタマッカラ(en)         | Mustamakkara        | タンペレで伝統的に食べられている豚の血液のソーセージ                                                               |
| カレリアンピーラッカ(en)   | Karjalanpiirakka    | カレリア地方伝統のパイ。                                                                                           |
| ヨウルプッキ(en)           | Joulupukki          | クリスマスの父、一般的にはサンタクロースの名前で知られる。                                                         |
| ジャン・シベリウス         | Jean Sibelius       | 交響曲フィンランディアの作成で知られる。フィンランドで最も人気のある人物の一人                                     |
| サウナ                     | Sauna               | フィンランドの国民的文化の風呂。                                                                                   |
| シス(en)                   | Sisu                | フィンランド魂を表す言葉。                                                                                         |
| ペルケレ                   | Perkele             | 神話の言語、呪いの言葉                                                                                             |
| プーッコ                   | Puukko              | フィンランドの伝統的短刀                                                                                           |
| タルコート(en)             | Talkoot             | 労働共同体 |
| アヴァントウインティ       | Avantouinti         | 真冬に凍った湖で行われる寒中水泳。                                                                                 |
| サウヴァカヴェリュ         | Sauvakävely         | ノルディックウォーキング。国民的なスポーツ                                                                         |
| サルミアッキ               | Salmiakki           | 塩辛くした甘草飴                                                                                                   |
| サハティ(en)               | Sahti               | 伝統的ビール |
| コスケンコルヴァ・ヴィーナ | Koskenkorva         | フィンランドの酒、ブレンヴィン系                                                                                   |
| レンタヴァ・スオマライネン | Lentävä suomalainen | すばらしいフィンランド人選手につけられる渾名。主に米国で用いられるフライング・フィンをフィンランド語に訳したもの。 |